# Andrea Hontschik
Andrea Hontschik (* 17. Oktober 1959 in Berlin; † 19. Februar 1993 ebenda) war eine deutsche Schönheitskönigin sowie Fotomodell.

## Leben
Am 26. Mai 1979 wurde sie im Studio von Radio Bremen als erste Miss Germany live im Deutschen Fernsehen gewählt, nämlich in der Quiz-Show Am laufenden Band mit Rudi Carrell.
Am 19. Juli 1979 erreichte sie bei der Miss Universe in Perth (Australien) das Halbfinale, kam am 15. November 1979 bei der Miss World in London ebenfalls ins Halbfinale und am 2. März 1980 bei der Miss Europe in Puerto de la Cruz (Kanarische Inseln, Spanien) ins Finale (Top 7).
Ihre jüngere Schwester Petra wurde im Folgejahr Dritte bei der Miss Berlin und nahm ebenfalls an der Miss Germany teil.
Andrea Hontschik starb 1993 in Berlin.